# 周志誠
周志誠（1909年—1956年7月1日），20世紀30年代香港電影演員。

## 生涯
- 20世紀30年代初期已在廣東省廣州市與演員鄺山笑及黎明參予由上海商人張慧沖經營的「慧沖影片公司」，演出兩齣默片《中國大俠》及《無敵情魔》。然後移居香港，繼續擔任100多齣電影的演員至病逝。[1]
- 1956年7月1日下午6時，因腦部微血管栓塞及心臟病病逝九龍廣華醫院，遺下妻子是石劍芬、兒子周柏齡及女兒周潔珠。[2]
- 1956年7月3日下午4時30分由當年在灣仔的萬國殯儀館出發，兩隊白衣樂隊為首，跟著兩貨車花圈，最後為靈車安葬於跑馬地天主教聖彌額爾墳場，由吳楚帆、李清、馬詩祿、鄺山笑、張瑛及錢大叔等六人扶靈。他的墓鄰巧合地為另一著名歹角馮應湘。[3]

## 外部連結
- 周志誠在互联网电影资料库（IMDb）上的資料（英文）
- 周志誠在香港影庫上的簡介
- 周志誠在豆瓣上的资料（简体中文）
- 周志誠在时光网上的簡介（简体中文）